# Феррі-Пасс (Флорида)
Феррі-Пасс (англ. Ferry Pass) — переписна місцевість (CDP) в США, в окрузі Ескамбія штату Флорида. Населення — 29 921 особа (2020).

## Географія
Феррі-Пасс розташоване за координатами 30°31′26″ пн. ш. 87°11′38″ зх. д. / 30.52389° пн. ш. 87.19389° зх. д. (30.523846, -87.193831).  За даними Бюро перепису населення США в 2010 році переписна місцевість мала площу 54,34 км², з яких 36,10 км² — суходіл та 18,24 км² — водойми.

## Демографія
Згідно з переписом 2010 року, у переписній місцевості мешкала 28 921 особа в 12 650 домогосподарствах у складі 6572 родин. Густота населення становила 532 особи/км².  Було 14104 помешкання (260/км²).
Расовий склад населення:
| - 76,8 % — білих - 15,3 % — чорних або афроамериканців - 2,2 % — азіатів - 0,7 % — корінних американців - 1,6 % — осіб інших рас |

До двох чи більше рас належало 3,3 %. Частка іспаномовних становила 5,9 % від усіх жителів.
За віковим діапазоном населення розподілялося таким чином: 16,4 % — особи молодші 18 років, 65,6 % — особи у віці 18—64 років, 18,0 % — особи у віці 65 років та старші. Медіана віку мешканця становила 36,0 року. На 100 осіб жіночої статі у переписній місцевості припадало 85,9 чоловіків;  на 100 жінок у віці від 18 років та старших — 83,3 чоловіків також старших 18 років.
Середній дохід на одне домашнє господарство  становив 57 365 доларів США (медіана — 40 648), а середній дохід на одну сім'ю — 75 467 доларів (медіана — 53 653). Медіана доходів становила 39 844 долари для чоловіків та 30 832 долари для жінок. За межею бідності перебувало 17,8 % осіб, у тому числі 19,7 % дітей у віці до 18 років та 5,5 % осіб у віці 65 років та старших.
Цивільне працевлаштоване населення становило 14 112 осіб. Основні галузі зайнятості: освіта, охорона здоров'я та соціальна допомога — 23,9 %, роздрібна торгівля — 14,0 %, мистецтво, розваги та відпочинок — 12,6 %, науковці, спеціалісти, менеджери — 12,3 %.